# Sporting Étoile Club de Bastia 1971-1972
Questa voce raccoglie le informazioni riguardanti lo Sporting Étoile Club de Bastia nelle competizioni ufficiali della stagione 1971-1972.

## Maglie e sponsor
Lo sponsor tecnico per la stagione 1971-1972 è Le Coq Sportif. Nelle gare di Coppa di Francia viene inoltre utilizzato Perrier come sponsor ufficiale.
| Casa | Trasferta | Coppa di Francia |

## Rosa
| N. |                       | Ruolo | Calciatore           |
| -- | --------------------- | ----- | -------------------- |
|    | Jugoslavia (bandiera) | P     | Ilija Pantelić       |
|    | Francia (bandiera)    | P     | Guy Rossat           |
|    | Francia (bandiera)    | D     | Joseph Graziani      |
|    | Francia (bandiera)    | D     | Jean-Claude Juillard |
|    | Francia (bandiera)    | D     | Jean-Louis Luccini   |
|    | Italia (bandiera)     | D     | Vittorio Mosa        |
|    | Jugoslavia (bandiera) | D     | Čvajko Savković      |
|    | Francia (bandiera)    | D     | Jean-Claude Tosi     |
|    | Francia (bandiera)    | C     | Robert Buigues       |
|    | Francia (bandiera)    | C     | Georges Calmettes    |

| N. |                       | Ruolo | Calciatore            |
| -- | --------------------- | ----- | --------------------- |
|    | Francia (bandiera)    | C     | Jean-Pierre Dogliani  |
|    | Francia (bandiera)    | C     | Georges Franceschetti |
|    | Francia (bandiera)    | C     | Jean-Pierre Giordani  |
|    | Francia (bandiera)    | C     | François Marinetti    |
|    | Francia (bandiera)    | C     | Claude Papi           |
|    | Jugoslavia (bandiera) | C     | Zevan Rakic           |
|    | Francia (bandiera)    | A     | François Félix        |
|    | Francia (bandiera)    | A     | Marc Kanyan Case      |
|    | Francia (bandiera)    | A     | Régis Laguesse        |

## Risultati

### Coppa di Francia
| 23 gennaio 1972 Trentaduesimi di finale | Bastia | 1 – 0 | Stade Montois |  |

| 20 febbraio 1972 Sedicesimi di finale | Bastia | 2 – 1 | Martigues |  |

| 12 marzo 1972 Ottavi di finale - Andata | Ajaccio | 0 – 2 | Bastia |  |

| 15 marzo 1972 Ottavi di finale - Ritorno | Bastia | 0 – 0 | Ajaccio |  |

| 15 aprile 1972 Quarti di finale - Andata | Olympique Avignone | 0 – 1 | Bastia |  |

| 19 aprile 1972 Quarti di finale - Ritorno | Bastia | 1 – 0 | Olympique Avignone |  |

| 10 maggio 1972 Semifinali - Andata | Bastia | 3 – 0 | Lens |  |

| 14 maggio 1972 Semifinali - Ritorno | Lens | 2 – 0 | Bastia |  |

| Arbitro: | Frauciel |

|                         |           |                   |
| Couécou 15’ Skoblar 73’ | Marcatori | 85’ Franceschetti |

## Statistiche

### Statistiche dei giocatori
| Giocatore        | Division 1 | Division 1 | Coppa di Francia | Coppa di Francia | Totale   | Totale |
| Giocatore        | Presenze   | Reti       | Presenze         | Reti             | Presenze | Reti   |
| ---------------- | ---------- | ---------- | ---------------- | ---------------- | -------- | ------ |
| R. Buigues       | 27         | 1          | 5                | 0                | 32       | 1      |
| G. Calmettes     | 37         | 0          | 9                | 0                | 46       | 0      |
| J.P. Dogliani    | 34         | 13         | 8                | 3                | 42       | 16     |
| F. Félix         | 36         | 14         | 7                | 2                | 43       | 16     |
| G. Franceschetti | 36         | 8          | 8                | 4                | 44       | 12     |
| J.P. Giordani    | 32         | 6          | 8                | 1                | 40       | 7      |
| J. Graziani      | 3          | 0          | 1                | 0                | 4        | 0      |
| F. Juillard      | 0          | 0          | 0                | 0                | 0        | 0      |
| M. Kanyan Case   | 32         | 7          | 9                | 1                | 41       | 8      |
| R. Laguesse      | 8          | 2          | 0                | 0                | 8        | 2      |
| J.L. Luccini     | 22         | 0          | 7                | 0                | 29       | 0      |
| F. Marinetti     | 0          | 0          | 0                | 0                | 0        | 0      |
| V. Mosa          | 34         | 0          | 9                | 0                | 43       | 0      |
| I. Pantelić      | 38         | 0          | 9                | 0                | 47       | 0      |
| C. Papi          | 30         | 6          | 4                | 0                | 34       | 6      |
| G. Rossat        | 0          | 0          | 0                | 0                | 0        | 0      |
| Z. Rakic         | 0          | 0          | 0                | 0                | 0        | 0      |
| C. Savković      | 32         | 0          | 9                | 1                | 41       | 1      |
| J.C. Tosi        | 36         | 0          | 7                | 0                | 43       | 0      |